# Theodor Lundqvist
August Theodor Lundqvist, född 1 augusti 1819 i Lovö socken, Stockholms län, död 18 juni 1910 i Malmö Karoli församling, var en svensk bankman och kommunalpolitiker.
Lundqvist, vars far var kamrer vid Riksens ständers bank, men avled redan i unga år, avlade juridisk preliminär- och kameralexamen i Uppsala och tjänstgjorde från 1839 på olika befattningar i Riksbankens diskontoverk. Han fick i uppdrag att på bankofullmäktiges vägnar revidera bankens avdelningskontor och tjänstgjorde under flera år i riksdagens bankoutskott. År 1859 blev han bankoombud vid Riksbankens avdelningskontor i Malmö och innehade denna befattning till 1885, då han med pension erhöll avsked från beställningen på stat, men anmodades att kvarstå som ordförande i kontorets styrelse. Han var ledamot av Malmö stadsfullmäktige 1863–1885 och under samma period även drätselkammarens ordförande. Han var även ledamot av hamndirektionen 1867–1871 och tjänstgjorde under flera år i bevillningsberedningen som kronoombud eller ordförande. Han var en av stiftarna av Sparbanken Bikupan, deltog i stiftandet av försäkringsbolaget Skåne, i vars styrelse han var vice ordförande, och tillhörde under en tid direktionen för Stockholms Handelsbank.